# أوسكار إنغلر
أوسكار إنغلر هو لاعب كرة قدم سويسري، (ولد في سانت غالن في سويسرا 1889  م). لعب مع إنتر ميلان ونادي تورينو ونادي سانت غالن.